# Captain Kidd, Jr.
Captain Kidd, Jr. è un film muto del 1919 diretto da William Desmond Taylor. La sceneggiatura si basa sul lavoro teatrale Captain Kidd Jr. di Rida Johnson Young, una commedia andata in scena a Broadway con buon successo il 13 novembre 1916 che restò in cartellone circa quattro mesi.

## Produzione
Il film fu prodotto dalla Pickford Film.

## Distribuzione
Distribuito dalla Artcraft Pictures Corporation, il film uscì nelle sale cinematografiche degli Stati Uniti il 6 aprile 1919.
Il film viene considerato presumibilmente perduto.